# PagBank
PagBank (antigo PagSeguro) é uma instituição bancária brasileira que atua como meio de pagamento eletrônico sendo uma das responsáveis pela captura, transmissão e liquidação financeira de transações com cartões de crédito e débito, tanto no meio físico (com suas máquinas sem aluguel), quanto no meio eletrônico (com suas soluções de pagamento on-line), sendo o braço mais rentável do grupo UOL (Universo Online).

## Histórico

### 2000-2010
Em 1º de janeiro de 2006, foi lançada por Sergio Costa, Armando Hilel e Leonardo Pascoal a BRPay, a primeira plataforma de pagamentos online do Brasil. Em janeiro do ano seguinte, o grupo UOL adquiriu esta empresa e, em 15 de julho, renomeou-a para PagSeguro, com uma campanha publicitária com o slogan "BRPay agora é PagSeguro" se tornando a plataforma oficial de serviços financeiros da empresa.
Já em 2010, o PagSeguro contava com mais de 12 milhões de usuários cadastrados. No ano seguinte, adquiriu a empresa BoaCompra, focada no mercado de jogos eletrônicos e pagamentos transfronteiriços. Um ano depois, em 2012, a empresa firmou uma parceria com a Horus, especializada em prevenção a fraudes em meios eletrônicos de pagamentos, visando aumentar a segurança de suas transações. No mesmo ano, uniu-se à Nokia para processar pagamentos via Near Field Communication (NFC), tornando-se pioneira na implantação dessa tecnologia no Brasil.
O ano de 2013 marcou o lançamento do leitor de cartão de crédito e débito para pagamentos por meio de aplicativos para celular pelo PagSeguro. Além disso, foram feitas parcerias com o Cartão Mais! e com o iPAGARE Magento, permitindo que lojistas com lojas Magento utilizassem o PagSeguro no checkout. Ainda em 2013, a empresa recebeu a certificação PCI-DSS (Padrão de Segurança de Dados para a Indústria de Cartões de Pagamento) e lançou o Envio Fácil, um serviço de frete com descontos e rastreamento através do site do PagSeguro.
O PagSeguro introduziu em 2014 o aplicativo "Carteira PagSeguro", que armazenava dados de cartões de crédito e permitia pagamentos em estabelecimentos via celular. No ano seguinte, em 2015, o PagSeguro foi reconhecido no XVI Prêmio Consumidor Moderno como a melhor empresa na categoria Serviços Financeiros e de Excelência em Serviços ao Cliente, além de ser eleita a melhor empresa na categoria Pagamentos online pelo Prêmio Época ReclameAQUI.
No final de 2017, o PagSeguro adquiriu 50,5% do controle da startup de empréstimos Biva, focada em micro e pequenos empresários, tendo a maior parte de suas operações voltada para a antecipação de recebíveis. Em janeiro de 2018, a empresa abriu seu capital na New York Stock Exchange através de uma oferta pública de ações (IPO), arrecadando cerca de US$ 2,7 bilhões, tornando-se o maior IPO brasileiro até então.
Em 2019, o PagSeguro adquiriu do Grupo Rendimento o controle do BBN - Banco Brasileiro de Negócios, após uma tentativa falha de adquirir o Agibank. Em maio do mesmo ano, lançou o PagBank, uma conta digital gratuita que permitia transferências, pagamentos e recarga de celular, além de oferecer um cartão de crédito internacional. Em quatro meses, o PagBank já contava com 1,4 milhões de clientes ativos.
Pouco tempo depois, em 4 de julho de 2019, a empresa anunciou um novo cartão gratuito com bandeira Visa para sua conta digital, permitindo movimentações internacionais e diversas funcionalidades, como pagamento de contas, recarga de celulares, solicitação de empréstimos, portabilidade de salários e transferências TED para qualquer banco.

### 2020-atual
Em 21 de agosto de 2020, o PagSeguro adquiriu a operação brasileira (MOIP) da alemã Wirecard, em uma transação cujo valor não foi divulgado. Essa incorporação adicionou R$ 120 milhões em receitas, uma carteira de 200 mil clientes e R$ 5 bilhões em volume total de pagamentos, conforme informações publicadas pelo Valor Econômico. Ainda em agosto, o PagBank atingiu a marca de 6 milhões de clientes ativos e foi eleito pela revista Forbes como um dos quatro melhores bancos do Brasil. No segundo semestre de 2020, o PagSeguro concluiu a aquisição da Wirecard Brazil, subsidiária da Wirecard alemã, novamente por um valor não divulgado.
Em abril de 2021, a empresa lançou o PagPhone, o primeiro dispositivo do mundo baseado em Android a oferecer, de forma unificada, as funções de telefonia inteligente com o ecossistema financeiro completo da companhia.
Neste mesmo período, o PagSeguro adquiriu a startup Tilix por 15 milhões de reais, num processo cercado de reviravoltas, onde somente 10 mil reais foram pagos à vista. Em outubro de 2021, o empresário Fábio Souza Lima acusou o PagSeguro de racismo e conspiração após a venda de sua startup, o que levou à sua prisão. Segundo ele, o PagSeguro pagaria o restante do valor em parcelas variáveis a depender dos cumprimentos das metas da Tilix entre 2018 e 2021. O PagSeguro demorou mais de nove meses para implementar a tecnologia da Tilix, o que congelou sua atuação e, consequentemente, o lucro em 2019.
Em maio de 2023, o PagSeguro anunciou uma mudança de marca, passando a se chamar PagBank. Oficialmente, o nome da empresa já era PagBank PagSeguro, contemplando suas duas linhas de negócios: banco digital e adquirência. A partir de agora, as duas marcas foram unificadas sob o nome PagBank. O BoaCompra, outra empresa do grupo focada no comércio transfronteiriço, indústria de jogos eletrônicos e apostas, também passou por uma mudança de nome, sendo agora denominada PagSeguro Internacional.
Em 2024, foi escolhida a atriz Alessandra Negrini para estrelar a campanha do PagBank, em veiculação nacional pela televisão.

## Atuaçãoonline
O PagSeguro é uma solução de comércio eletrônico que intermedia o pagamento entre vendedores e compradores. Quando um comprador escolhe um produto ou serviço em um site que utiliza o PagSeguro, ele é direcionado para o site do PagSeguro ao finalizar a compra, onde pode escolher a forma de pagamento, que pode ser via cartão de crédito, transferência eletrônica ou boleto bancário.
O PagSeguro também oferece a opção de cobrança via e-mail para comerciantes que não possuem um site ou e-commerce estruturado. O cadastro e a utilização do PagSeguro para o vendedor são gratuitos; as taxas são cobradas apenas quando uma venda é realizada através da solução.
A plataforma tem convênios com diversas instituições bancárias, permitindo que os vendedores ofereçam diferentes tipos de pagamento aos compradores. Após a confirmação de que não houve fraude na operação, o PagSeguro repassa o pagamento ao vendedor. O serviço oferece mais de 25 meios de pagamento.
Para compras em que o cliente não recebeu o produto ou não o recebeu conforme o combinado, é possível abrir uma disputa. Nesse caso, o PagSeguro faz a mediação para ajudar o comprador a receber o produto ou o dinheiro de volta e para auxiliar o vendedor a resolver a situação ou devolver o pagamento.
Em maio de 2016, o PagSeguro lançou o Split Payment, uma ferramenta que facilita o comissionamento nas transações. Esta ferramenta foi apresentada no Vtex Day, o maior evento de varejo multicanal da América Latina, onde o PagSeguro também foi o maior patrocinador.

## Atuação presencial logo

### Máquinas e leitores
Em 2013, o PagSeguro lançou um leitor de cartão de crédito para vendas parceladas em até 12 vezes. Esse leitor se acopla a smartphones e tablets conectados à internet pela entrada do fone de ouvido. O aparelho é compatível com iOS, Android, Symbian OS, MeeGo e Windows Phone. Com as mesmas funcionalidades de uma máquina de cartão de crédito tradicional, ele não possui custo de mensalidade para o vendedor; a única despesa é a taxa cobrada por transação efetuada.
Em setembro de 2014, a empresa introduziu o Leitor de Débito e Crédito MINI, indicado para pequenos comerciantes. No final do mesmo ano, lançou a Moderninha, uma máquina que aceita cartões, não precisa de celular e vem com chip e plano de dados incluído. A Moderninha aceita débito, crédito e refeição/voucher, não possui aluguel ou taxa de adesão, permite parcelamento em até 12 vezes e envia comprovantes por SMS.
Em junho de 2016, o PagSeguro lançou a Moderninha Wifi, que, além de não ter aluguel ou taxa de adesão, permite acesso à rede local sem fio e também vem com chip e plano de dados incluído. Em outubro do mesmo ano, foi lançada a Moderninha Pro, que inclui conexão Bluetooth e emissão de comprovantes impressos, sendo indicada para quem realiza um grande volume de transações diárias. O aparelho possui integração com o aplicativo PagSeguro Vendas, uma ferramenta online que gerencia as vendas do cliente.
Em março de 2017, a PagSeguro lançou a Minizinha, um leitor que funciona com tecnologia Bluetooth, conectado ao smartphone ou tablet por meio do aplicativo PagSeguro Vendas. Em março de 2018, foi a vez da Minizinha Chip, uma versão que não depende de celular e suporta chip de dados GPRS e Wifi.
Em maio de 2018, o PagSeguro lançou a Moderninha Plus, um modelo moderno que não precisa de celular, aceita cartão com tarja, chip e pagamento por aproximação, e possui uma bateria de longa duração. Em outubro de 2018, a empresa aumentou seu número de soluções com a Moderninha Smart, uma máquina de cartão que também é um smartphone Android, permitindo ao usuário pagar contas, fazer empréstimos, tirar relatórios e realizar demais operações diretamente na máquina. A Moderninha Smart conta com conexão 4G, Wifi de 5 GHz e impressora térmica para impressão de recibos.
Em outubro de 2019, o PagSeguro lançou a Moderninha X, um modelo parecido com um smartphone, com sistema operacional Android, aceitando pagamentos com chip e por aproximação (NFC). Em novembro de 2020, foi lançada a Minizinha NFC, uma versão da Minizinha com capacidade de pagamentos por meio de celulares e cartões com tecnologia NFC.
Em abril de 2021, o PagSeguro apresentou o PagPhone, um dispositivo que combina smartphone e máquina de cartão em um só aparelho. Em maio de 2021, foi lançada a Moderninha ProFit, uma das máquinas de cartão com impressão mais baratas do Brasil. Em outubro de 2021, veio a Moderninha Wifi Plus, uma máquina com design moderno e compacto.
Em janeiro de 2022, o PagSeguro lançou a Minizinha Chip 3, com uma tela maior e colorida. Finalmente, em março de 2023, foi lançada a Minizinha NFC 2, que possui tela colorida e uma bateria de maior duração.

### Cartões
Em agosto de 2015 lançou o cartão pré-pago com foco no microempreendedor com chip e bandeira MasterCard.
O cartão permite transações entre ele e a conta PagSeguro, possibilitando também saque de dinheiro e compras na função crédito, porém sem oferecer nenhuma linha de crédito, funcionando como um cartão pré-pago, sem haver assim a necessidade de uma conta bancária para recebimento das vendas.

## Prêmios e Reconhecimentos
Em novembro de 2008, o PagSeguro foi eleito o melhor site do ano na categoria Comércio Eletrônico pelos leitores da Info Exame. No mesmo ano, recebeu o Prêmio INFO na mesma categoria, Comércio Eletrônico, realizado pela Editora Abril.
O PagSeguro esteve presente no 25°Fórum de Empreendedores 2014 da Lide sendo vencedor na categoria Empresa Empreendedora em Tecnologia. Foi considerado o “Melhor Meio de Pagamento 2015”, em premiação realizada pelo Congresso Afiliados Brasil.
Em fevereiro de 2020, o PagSeguro ficou em primeiro lugar no Ranking Exame/IBRC de Atendimento ao Cliente 2019 na categoria Meios de Pagamento. O estudo, é uma parceria da Revista Exame com o Instituto Ibero Brasileiro de Relacionamento com o Cliente, e ranqueia anualmente as melhores empresas no quesito atendimento. O certificado foi entregue ao time de PagSeguro durante o Fórum Brasileiro de Relacionamento com o Cliente. Ainda no mesmo ano, entrou pela primeira vez no ranking das Marcas Brasileiras Mais Valiosas, da Interbrand. No mesmo ano, ganhou o Prêmio iBest 2020 - Top 3 pelo Júri Popular e Oficial na categoria Adquirência
No ano de 2022 ganhou o TOP3 do voto popular no Prêmio iBest na categoria Maquininha de Cartão.